# Torbat-e Dżam
Torbat-e Dżam (perski: تربت جام) – miasto w Iranie, w stanie Chorasan-e Razawi. Znane też pod nazwą Turbat-i-Shaikh Jam,  wywodzącą się od grobowca mistyka sufickiego Sheikh Ahmad Jami (1048–1142).  W 2006 roku miasto liczyło 83 558 mieszkańców w 19 111 rodzinach.